# Johann Hermann Mankell
Johann Hermann Mankell den yngre, född 19 september 1763 Niederasphe i Hessen, död 11 november 1835 i Karlskrona tyska församling, Karlskrona, var en tysk-svensk lärare, musiker och kompositör.

## Biografi
Mankell var son till lantbrukaren Johann Hermann Mankell och Elisabeth Dersch. 1794 blev han skollärare i herrnhutiska församling i Niesky, Schlesien. Han blev 1799 organist i Christiansfeld, Danmark. På grund av sin låga lön där höll han också på med glastillverkning. 1816 flyttade Mankell till Sverige. 1819 flyttade Mankell till Karlskrona. I Karlskrona arbetade han som musikdirektör och bodde på kvarter 5 nummer 24. Han avled 11 november 1835 i Karlskrona tyska församling, Karlskrona.
Mankell gifte sig 1801 med Johanna Maria Keyser (1775-1839). Hon var dotter till köpmannen Abraham Keyser i Stockholm. De kom att skilja sig 1814. De fick tillsammans barnen Abraham Mankell (1802–1868), Wilhelm August Mankell (1803–1874), Louise Amalia (1806-1806), Friedrich Ferdinand (1807-1807), George Andreas Mankell (född 1809), Gustaf Mankell (1812–1880), Fredrica Amalia Mankell (1814-1889).
Mankell gifte sig andra gången 25 september 1824 med Helena Dorothea Svedman (1794-1864) i Karlskrona. De fick tillsammans barnen Johan August Mankell (1825–1868), Victor Alfred (1827-1831), Herman Ludvig Ferdinand (1829-1836), Sven Gustaf Georg Julius (1832-1886) och Emil Theodor Mankell (1834–1899).

## Kompositioner
- Sextett för träblås och kammarmusik.

## Medarbetare och gesäller
- 1823 har han även en lärling.
- 1822 - Andreas Neuendorff. Han var snickargesäll hos Mankell.
- 1829 - Petter Schmidt (född 1802). Han var gesäll hos Mankell.

## Produktion
Mankell tillverkade troligen stränginstrument i Karlskrona.
| År   | Produkt/Arbete   | Summa |
| ---- | ---------------- | ----- |
| 1823 | Stränginstrument | 600.  |
| 1824 | -                | -     |
| 1825 | -                | -     |